# Иерусалим (сингл)
Иерусалим — макси-сингл группы «Калинов мост», изданный в 2000 году.

## Об альбоме
Альбом состоит из трех композиций, вторая из которых («Ключи») — художественная декламация стихотворений Дмитрия Ревякина.

## Список композиций
Все песни написаны Дмитрием Ревякиным.
| №  | Название    | Длительность |
| -- | ----------- | ------------ |
| 1. | «Иерусалим» | 4:55         |
| 2. | «Ключи»     | 9:32         |
| 3. | «Сберегла»  | 2:56         |

## Участники записи
- Дмитрий Ревякин — вокал, акустическая гитара
- Василий Смоленцев — гитара
- Евгений Барышев — бас-гитара, подпевки
- Виктор Чаплыгин — барабаны, перкуссия
- Симфоническая группа:
  - Андрей Кудрявцев — скрипка
  - Владимир Квоков — альт
  - Феликс Коробов — виолончель
  - Станислав Давыдов — валторна